# Dragomirești
Dragomirești (în maghiară Dragomérfalva, în germană Dragomir) este un oraș în județul Maramureș, Transilvania, România.
Dragomirești este cel mai nou oraș din județ, primind acest statut prin Legea nr. 332 din 8 iulie 2004.

## Istoric
Prima atestare documentară: 1373 (possessio Nyres) ; 1385 (Danfalva) .

## Etimologie
Etimologia numelui localității: din n. grup dragomirești < n. fam. Dragomir (< sl. Dragomir) + suf. -ești.

## Demografie
Componența etnică a orașului Dragomirești
     Români (96,99%)
     Alte etnii (0,13%)
     Necunoscută (2,89%)
Componența confesională a orașului Dragomirești
     Ortodocși (93,41%)
     Greco-catolici (2,76%)
     Alte religii (0,76%)
     Necunoscută (3,08%)
Conform recensământului efectuat în 2021, populația orașului Dragomirești se ridică la 3.154 de locuitori, în scădere față de recensământul anterior din 2011, când fuseseră înregistrați 3.213 locuitori. Majoritatea locuitorilor sunt români (96,99%), iar pentru 2,89% nu se cunoaște apartenența etnică. Din punct de vedere confesional, majoritatea locuitorilor sunt ortodocși (93,41%), cu o minoritate de greco-catolici (2,76%), iar pentru 3,08% nu se cunoaște apartenența confesională.

## Politică și administrație
Orașul Dragomirești este administrat de un primar și un consiliu local compus din 13 consilieri. Primarul, Vasile Țiplea[*], de la Partidul Social Democrat, este în funcție din 2016. Începând cu alegerile locale din 2024, consiliul local are următoarea componență pe partide politice:
|  | Partid                             | Consilieri | Componența Consiliului | Componența Consiliului | Componența Consiliului | Componența Consiliului | Componența Consiliului | Componența Consiliului |
|  | ---------------------------------- | ---------- | ---------------------- | ---------------------- | ---------------------- | ---------------------- | ---------------------- | ---------------------- |
|  | Partidul Social Democrat           | 6          |                        |                        |                        |                        |                        |                        |
|  | Partidul Național Liberal          | 3          |                        |                        |                        |                        |                        |                        |
|  | Alianța pentru Unirea Românilor    | 1          |                        |                        |                        |                        |                        |                        |
|  | Uniunea Salvați România            | 1          |                        |                        |                        |                        |                        |                        |
|  | Partidul Mișcarea România Suverană | 1          |                        |                        |                        |                        |                        |                        |
|  | Partidul Mișcarea Populară         | 1          |                        |                        |                        |                        |                        |                        |

## Obiective turistice
- "Muzeul Țărăncii Române" din Dragomirești. Clădirea adăpostește mai multe obiecte folosite de țăranca din Maramureș, cum ar fi: copacul cu oale, zestrea pe care o dădeau copiilor la căsătorie, costume populare tradiționale, cuptor, obiecte de tors lâna și multe altele. Acesta se află pe drumul principal.
- Valea Izei și Dealul Solovan (sit de importanță comunitară inclus în rețeaua europeană Natura 2000).

## Manifestări tradiționale locale
- Festivalul primăverii Câte flori pe Iza-n sus (luna aprilie).

## Arii naturale protejate (de interes național)
- Rezervația naturală Arcer - Țibleș Bran (Legea 5/2000).
- Valea Izei și Dealul Solovan (sit de importanță comunitară inclus în rețeaua europeană Natura 2000).

## Personalități
- Alecsiu Dragomir (1875-1940), deputat în Marea Adunare Națională de la Alba Iulia, 1918
- Ioan Bud (1880-1950), ministrul Finanțelor din Ungaria între 1924-1928
- Ion Burnar (1947-2010), poet, publicist; membru al Uniunii Scriitorilor. Laureat cu Premiul Editurii Eminescu (1981) și Premiul pentru cel mai valoros volum de debut al anului (1983) al Uniunii Scriitorilor pentru vol. Memorandum liric (1982). Alte volume: Viața la țară cu și fără Tănase Scatiu (1982), Gâlceava scopului cu mijloacele (1998), Aici provincialul... aștept metropolitanii (2000) etc.
- Ion Zubașcu (1948-2011), poet. Vol. Gesturi și personaje (1982), premiu pentru debut al Editurii Albatros; Omul de cuvânt (1991), Întoarcerea lui Dumnezeu...  (1995), Omul disponibil (1999) etc.
- Vasile Bizău (n. 1969), episcop greco-catolic de Maramureș.